# Matías Palacios
Matías Damián Palacios (General Pico, La Pampa, 10 de mayo de 2002) es un futbolista argentino con nacionalidad emiratí que juega como centrocampista en el Al-Ain F. C., de la UAE Pro League.

## Trayectoria
Matías Palacios realizó las inferiores en San Lorenzo. Saltó de la séptima división a reserva, donde convirtió varios goles.
En febrero de 2018 firmó su primer contrato con la institución hasta junio de 2021.
Con 16 años, cuatro meses y once días, el juvenil se convirtió en el jugador más joven del Ciclón en debutar en la Primera División al ingresar a los 60 minutos reemplazando a Bautista Merlini en el partido frente a Patronato, que terminó en victoria de San Lorenzo por 3 a 2.
Días antes de cumplir los 17 años firma la extensión de su vínculo con el club hasta el 30 de junio de 2022, fijándose una cláusula de rescisión de 20 millones de dólares.
En febrero de 2021 se marchó al fútbol europeo para jugar en el F. C. Basilea suizo. Allí estuvo año y medio antes de irse a los Emiratos Árabes Unidos tras fichar por Al-Ain F. C.

## Selección nacional

### Categoría sub-15
Disputó el sudamericano 2017 donde convirtió 3 goles, consagrándose campeón del mismo.

### Categoría sub-17
En el seleccionado sub-17 convirtió un gol de tiro libre en el debut de Argentina frente a Estados Unidos en el Torneo Cuatro Naciones, disputado en México.
En 2019 se consagra campeón del Sudamericano sub-17 con su seleccionado por diferencia de goles, obteniendo además el derecho a disputar el Mundial sub-17. Anotó el único tanto argentino en el último partido (derrota por 1-4 frente a Ecuador), permitiendo el mismo ganar el título al superar la marca de Chile.
Torneo en el que disputaría todos los partidos, siendo 7 de titular, dos entrando como suplente con 3 goles y 2 asistencias.
Varios medios lo marcaron como la figura del equipo argentino.

### Categoría sub-20
Disputó el torneo L'Alcúdia donde se consagró campeón junto a su seleccionado nacional.

## Estadísticas

### Clubes
Actualizado hasta su último partido disputado el 26 de junio de 2025.
| Club                                | Div.          | Temporada     | Liga  | Liga  | Liga   | Copas nacionales | Copas nacionales | Copas nacionales | Torneos internacionales | Torneos internacionales | Torneos internacionales | Total | Total | Total  |
| Club                                | Div.          | Temporada     | Part. | Goles | Asist. | Part.            | Goles            | Asist.           | Part.                   | Goles                   | Asist.                  | Part. | Goles | Asist. |
| ----------------------------------- | ------------- | ------------- | ----- | ----- | ------ | ---------------- | ---------------- | ---------------- | ----------------------- | ----------------------- | ----------------------- | ----- | ----- | ------ |
| C. A. San Lorenzo Argentina         | 1.ª           | 2018-19       | 1     | 0     | 0      | 1                | 0                | 0                | ―                       | ―                       | ―                       | 2     | 0     | 0      |
| C. A. San Lorenzo Argentina         | 1.ª           | 2019-20       | ―     | ―     | ―      | ―                | ―                | ―                | ―                       | ―                       | ―                       | 0     | 0     | 0      |
| C. A. San Lorenzo Argentina         | 1.ª           | 2020-21       | 4     | 0     | 0      | ―                | ―                | ―                | ―                       | ―                       | ―                       | 4     | 0     | 0      |
| C. A. San Lorenzo Argentina         | Total club    | Total club    | 5     | 0     | 0      | 1                | 0                | 0                | 0                       | 0                       | 0                       | 6     | 0     | 0      |
| F. C. Basilea · Suiza               | 1.ª           | 2020-21       | 9     | 0     | 1      | ―                | ―                | ―                | ―                       | ―                       | ―                       | 9     | 0     | 1      |
| F. C. Basilea · Suiza               | 1.ª           | 2021-22       | 22    | 1     | 3      | 3                | 2                | 0                | 12                      | 0                       | 3                       | 37    | 3     | 6      |
| F. C. Basilea · Suiza               | Total club    | Total club    | 31    | 1     | 4      | 3                | 2                | 0                | 12                      | 0                       | 3                       | 46    | 3     | 7      |
| Al-Ain F. C. Emiratos Árabes Unidos | 1.ª           | 2022-23       | 21    | 0     | 2      | 11               | 2                | 0                | ―                       | ―                       | ―                       | 32    | 2     | 2      |
| Al-Ain F. C. Emiratos Árabes Unidos | 1.ª           | 2023-24       | 16    | 3     | 1      | 6                | 2                | 0                | 9                       | 0                       | 2                       | 31    | 5     | 3      |
| Al-Ain F. C. Emiratos Árabes Unidos | 1.ª           | 2024-25       | 23    | 2     | 2      | 5                | 0                | 1                | 13                      | 2                       | 2                       | 41    | 4     | 5      |
| Al-Ain F. C. Emiratos Árabes Unidos | Total club    | Total club    | 60    | 5     | 5      | 22               | 4                | 1                | 22                      | 2                       | 4                       | 104   | 11    | 10     |
| Total carrera                       | Total carrera | Total carrera | 96    | 6     | 9      | 26               | 6                | 1                | 34                      | 2                       | 7                       | 156   | 14    | 17     |
| 1. 2. 3.                            |               |               |       |       |        |                  |                  |                  |                         |                         |                         |       |       |        |

## Palmarés

### Títulos nacionales
| Título                 | Club              | País      | Año  |
| ---------------------- | ----------------- | --------- | ---- |
| Copa Superliga Reserva | C. A. San Lorenzo | Argentina | 2019 |

### Títulos internacionales
| Título                      | Club (*)               | Sede      | Año  |
| --------------------------- | ---------------------- | --------- | ---- |
| Sudamericano Sub-15         | Selección de Argentina | Argentina | 2017 |
| Sudamericano Sub-17         | Selección de Argentina | Perú      | 2019 |
| Liga de Campeones de la AFC | Al-Ain F. C.           | Al Ain    | 2024 |

(*) Incluyendo la selección.

## Vida personal
Su hermano Julián también es futbolista.